# Rojîcina, Orativ
Rojîcina (în ucraineană Рожична) este localitatea de reședință a comunei Rojîcina din raionul Orativ, regiunea Vinnița, Ucraina.

## Demografie
Componența lingvistică a localității Rojîcina
     Ucraineană (99,51%)
     Alte limbi (0,49%)
Conform recensământului din 2001, majoritatea populației localității Rojîcina era vorbitoare de ucraineană (99,51%), existând în minoritate și vorbitori de alte limbi.